# SGI Octane

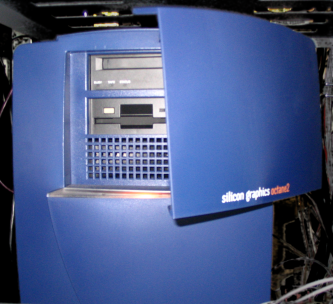
SGI Octane2 (2000—2004)

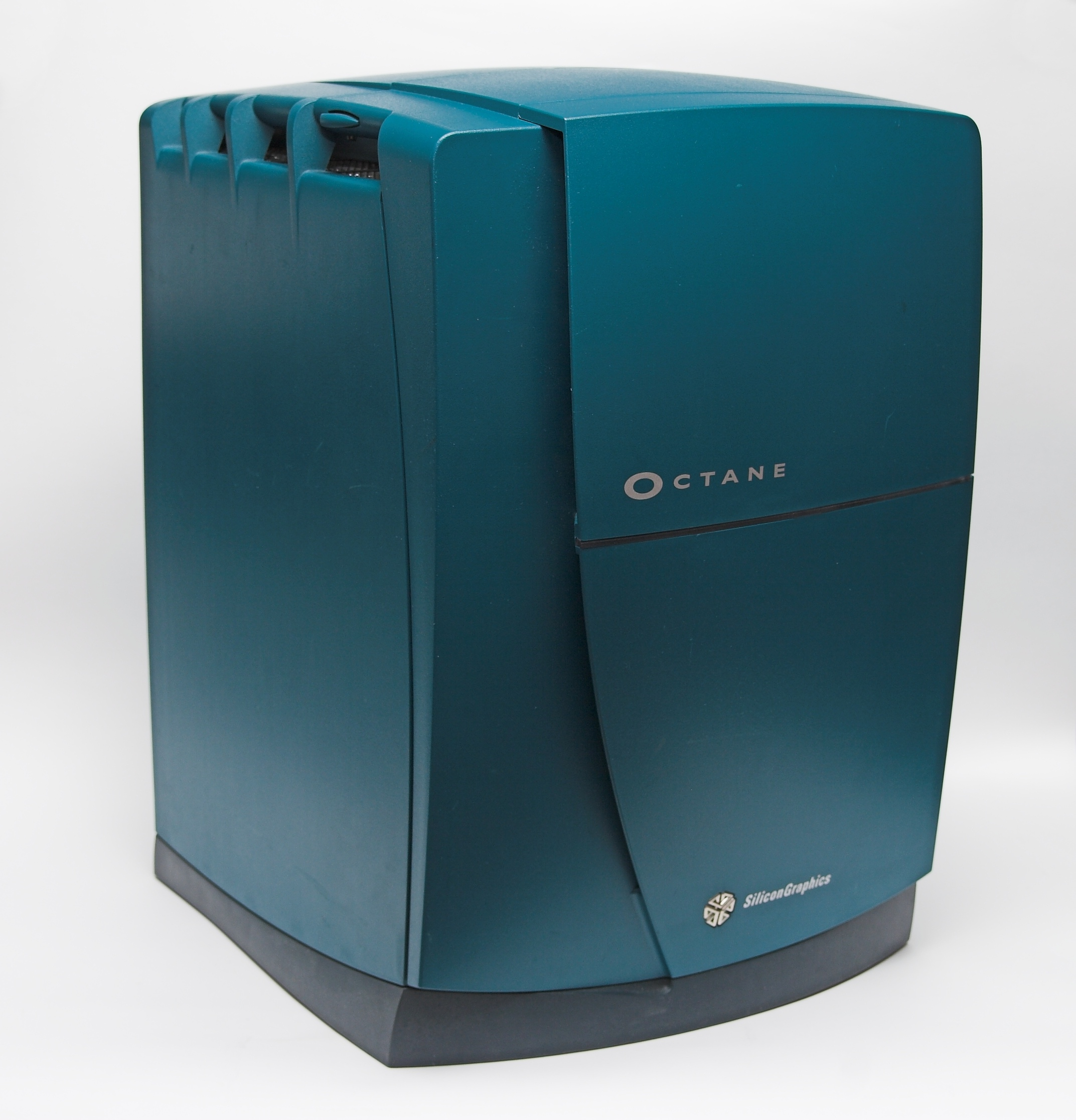
SGI Octane (1997—2000)

Octane (кодовое имя «Racer») и Octane2 («Speedracer») — рабочие станции от Silicon Graphics. Обе используют до двух процессоров MIPS, изначально MIPS R10000. Новые версии используют процессоры MIPS R12000 и R14000. Octane2 имеет несколько улучшений по сравнению с Octane, среди которых усовершенствованные материнская плата, питание и видеокарта VPro.
Серия Octane заменила собой системы Indigo2, а позже сама была заменена на Tezro. SGI прекратила выпуск Octane2 в июле 2004 года; поддержка продолжалась до июля 2009 года.

## Архитектура

### Процессоры
| Процессор: | Кэш: | Одинарный (МГц):   | Двойной (МГц):     |
| R10000SC   | 1MB  | 175, 195, 225, 250 | 175, 195, 225, 250 |
| R12000SC   | 2MB  | 270, 300, 400      | 270, 300, 400      |
| R12000SCA  | 2MB  | 360, 400           | 360, 400           |
| R14000SCA  | 2MB  | 550, 600           | 550, 600           |

Машины Octane имеют одинарные и двойные процессорные модули. Таким образом, для добавления второго процессора необходимо покупать весь двойной модуль целиком.

### Память
Octane поддерживает от 256 МБ до 8 ГБ оперативной памяти.